# Luisella Boni
Luisella Boni (Como, 24 de julio de 1935) es una actriz italiana, activa entre las décadas de 1950 y 1980. Debutó en la película de 1952 Finishing School, de Bernard Vorhaus. Además de sus frecuentes apariciones en cine, también se desempeñó en la televisión y el teatro.

## Filmografía seleccionada

### Cine
- Finishing School (1953)
- Cavalcade of Song  (1953)
- Frine, Courtesan of Orient (1953) - Touni
- The Treasure of Bengal (1953) - Karma
- Love in the City (1953)
- A Slice of Life (1954) - (segmento "Scena all'aperto")
- Papà Pacifico (1954) - Maria Grazia
- Orphan of the Ghetto (1954) - Viola
- Eighteen Year Olds (1955) - Luisa
- Land of the Pharaohs (1955) - Kyra[2][3]
- Nana (1955) - Estelle
- Il piccolo vetraio (1955) - Gisella
- La trovatella di Milano (1956) - Maria
- Whom God Forgives (1957) - María
- Le belle dell'aria (1957)
- The Angel of the Alps (1957) - Rina
- Un amore senza fine (1958)
- Tabarin (1958) - Simone
- Sergente d'ispezione (1958) - Viviani
- Cavalier in Devil's Castle (1959) - Isabella
- I mafiosi (1959) - Caterina
- Attack of the Moors (1959) - Annette
- Avventura in città (1959) - Wanda
- Il conquistatore di Maracaibo (1961) - Altagracia
- Gefährliche Reise (1961)
- Samson (1961) - Janine
- Fra Manisco cerca guai... (1961) - Maria
- The Invincible Gladiator (1961)
- The Fury Of Hercules (1962) - Daria
- Sfida nella città dell'oro (1962) - Sabina Brand
- Between Shanghai and St. Pauli (1962) - Diana
- The Old Testament (1962)
- The Shortest Day (1963)
- Lontano da dove (1983) - Eleonora Serpieri Altobilli
- Un'età da sballo (1983)
- Caterina in the Big City (2003) - Andreína, madre de Gianfilippo
- Studio illegale (2013) - Moglie Carugato